# 1016
1016（千十六、一〇一六、せんじゅうろく）は自然数、また整数において、1015の次で1017の前の数である。

## 性質
- 1016は合成数であり、約数は1, 2, 4, 8, 127, 254, 508, 1016である。
  - 約数の和は1920。
- 221番目のハーシャッド数である。1つ前は1015、次は1017。
  - 8を基とする8番目のハーシャッド数である。1つ前は800、次は1160。
  - n を基とする n 番目のハーシャッド数である。1つ前は1015、次は81。(オンライン整数列大辞典の数列 A82260)
  - 1014, 1015, 1016, 1017と4連続でハーシャッド数となる2番目の数である。1つ前は510～513、次は2022～2025。ただし1～10までを除く。
- 1016 = 23 + 23 + 103
  - 3つの正の数の立方数の和1通りで表せる127番目の数である。1つ前は1002、次は1025。(オンライン整数列大辞典の数列 A025395)
- 完全数8128の約数である。1つ前は508、次は2032。(オンライン整数列大辞典の数列 A133024)
  - 完全数の約数とみたとき24番目の数である。1つ前は512、次は1024。(オンライン整数列大辞典の数列 A096360)
  - 元の数と各位の和の積が完全数になる数である。1つ前は62。
例: 1016 × (1 + 0 + 1 + 6) = 8128
- n = 1016 のとき n と n + 1 を並べた数を作ると素数になる。n と n + 1 を並べた数が素数になる119番目の数である。1つ前は1002、次は1038。(オンライン整数列大辞典の数列 A030457)
- 1016 = 23 × 127
  - 2つの異なる素因数の積で p 3 × q の形で表せる45番目の数である。1つ前は999、次は1029。(オンライン整数列大辞典の数列 A065036)
- 1016 = 210 − 23
- 約数の和が1016になる数は1個ある。(448) 約数の和1個で表せる174番目の数である。1つ前は1010、次は1022。
- 各位の和が8になる47番目の数である。1つ前は1007、次は1025。

## その他 1016 に関連すること
- 西暦1016年
- T-Pistonz+KMCの曲つながリーヨの通常盤の品番はPKCF-1016である。